# Enosis

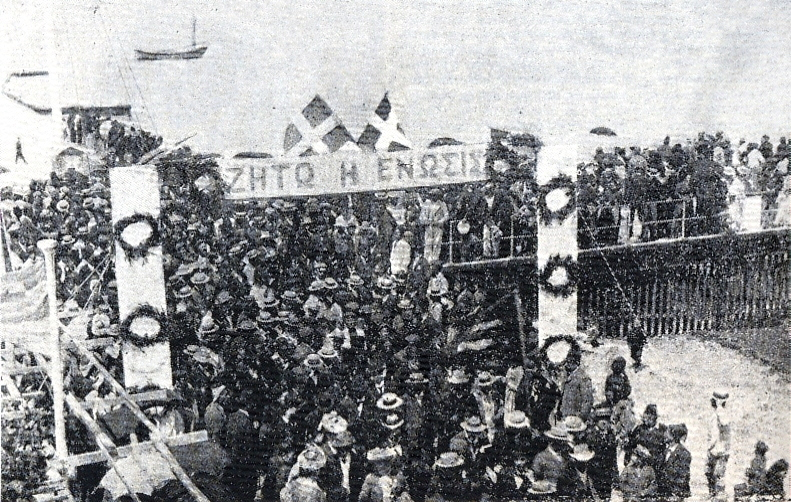
Demonstracja na Cyprze w latach 30. XX wieku na rzecz Enosis (Unii) z Grecją.

Enosis (od greckiego słowa stgr. Ένωσις hénōsis, oznaczającego unię; związek; zjednoczenie) – ruch zjednoczeniowy na Cyprze, dawniej także na Krecie, na rzecz przyłączenia do Grecji terenów związanych z nią etnicznie i historycznie.

## Historia
Po II wojnie światowej konflikt pomiędzy ludnością turecką a grecką, zamieszkującą Cypr się nasilił. W 1950 roku Makarios III – zwierzchnik Cypryjskiego Kościoła Prawosławnego był inicjatorem idei Enosis – zjednoczenia Cypru i Grecji. 